# Репнєв Володимир Андрійович
Володимир Андрійович Репнєв (рос. Владимир Андреевич Репнев; 9 січня 1949, Москва, СРСР) — радянський хокеїст, нападник. Чемпіон світу. Заслужений майстер спорту.

## Спортивна кар'єра
У 1968 році дебютував у складі київського «Динамо». За киян виступав протягом чотирьох сезонів, у тому числі два — в елітній лізі радянського хокею. Був одним з найрезультативніших гравців команди. 
1972 року перейшов до клубу «Крила Рад» (Москва). Через два роки здобув золоті нагороди чемпіонату СРСР. Перемагав у національному кубку і кубку європейських чемпіонів. Всього у вищій лізі провів приблизно 330 матчів, закинув 94 шайби, зробив 68 результативних передач. 
У складі національної збірної дебютував 11 квітня 1973 року. У Тампере радянські хокеїсти перемогли господарів льодового майданчика з рахунком 7:1. Наступного року здобув золоті медалі на чемпіонаті світу в Гельсінкі. На турнірі провів сім матчів і відзначився закинутою шайбою у ворота збірної Польщі. 
Через два роки брав участь у першому розіграші кубка Канади, де радянська збірна посіла третє місце. Репнєв виходив на лід в усіх п'яти матчах, забив голи командам Фінляндії і США. Останній матч провів 21 грудня 1976 року проти збірної Чехословаччини на турнірі газети «Известия». Всього у складі збірної СРСР провів 29 матчів, сім закинутих шайб.

## Досягнення
- Чемпіон світу (1): 1974
- Чемпіон Європи (1): 1974
- Чемпіон СРСР (1): 1974
- Віце-чемпіон (1): 1975
- Бронзовий призер (2): 1973, 1978
- Володар кубка СРСР (1): 1974
- Володар кубка європейських чемпіонів (1): 1977

## Статистика
| Сезон                    | Команда                  | Ліга                     | І  | Г  | П  | 0   | Штр |
| ------------------------ | ------------------------ | ------------------------ | -- | -- | -- | --- | --- |
| 1968/69                  | «Динамо» (Київ)          | вища                     |    | 3  |    |     |     |
|                          | «Динамо» (Київ)          | пт                       |    | 14 |    |     |     |
| 1969/70                  | «Динамо» (Київ)          | вища                     | 42 | 19 | 4  | 23  | 31  |
| 1970/71                  | «Динамо» (Київ)          | перша                    | 48 | 19 |    |     |     |
| 1971/72                  | «Динамо» (Київ)          | перша                    | 48 | 16 | 10 | 26  | 46  |
| 1972/73                  | «Крила Рад»              | вища                     | 25 | 13 | 4  | 17  | 18  |
| 1973/74                  | «Крила Рад»              | вища                     | 32 | 9  | 9  | 18  | 30  |
| 1974/75                  | «Крила Рад»              | вища                     | 33 | 4  | 9  | 13  | 34  |
| 1975/76                  | «Крила Рад»              | вища                     | 36 | 8  | 10 | 18  | 40  |
| 1976/77                  | «Крила Рад»              | вища                     | 34 | 12 | 10 | 22  | 28  |
| 1977/78                  | «Крила Рад»              | вища                     | 33 | 9  | 11 | 20  | 42  |
| 1978/79                  | «Крила Рад»              | вища                     | 16 | 0  | 3  | 3   | 14  |
| 1979/80                  | «Крила Рад»              | вища                     | 23 | 7  | 5  | 12  | 8   |
| 1980/81                  | «Фельдкірх» (Австрія)    | вища                     | 10 | 3  | 10 | 13  | 6   |
| 1981/82                  | «Крила Рад»              | вища                     | 31 | 10 | 7  | 17  | 26  |
|                          | «Крила Рад»              | пт                       | 11 | 3  | 3  | 6   | 4   |
| Усього у вищій лізі СРСР | Усього у вищій лізі СРСР | Усього у вищій лізі СРСР |    | 94 | 68 | 162 |     |